# Organização Nacional de Acreditação
A Organização Nacional de Acreditação (ONA) é uma entidade não governamental e sem fins lucrativos que certifica a qualidade de serviços de saúde no Brasil, com foco na segurança do paciente, através da acreditação.
Desde sua criação, a ONA coordena o Sistema Brasileiro de Acreditação (SBA), que reúne organizações e serviços de saúde, entidades e instituições acreditadoras em prol da segurança do paciente e da melhoria do atendimento. A metodologia adotada pela ONA é reconhecida pela International Society for Quality in Health Care (ISQua), associação parceira da Organização Mundial da Saúde e que conta com representantes de instituições acadêmicas e organizações de saúde de mais de 100 países.
O processo de acreditação da ONA contempla três níveis:
- Nível 1 (Acreditação) - demonstra que a instituição apresenta requisitos básicos de qualidade assistencial e segurança para o paciente;
- Nível 2 (Acreditação Plena) - caracteriza a adoção de um plano de melhorias nos pontos avaliados para a conquista do próximo nível de acreditação;
- Nível 3 (Acreditação com Excelência) - comprova que a instituição atingiu a excelência, adotando indicadores para a avaliação de resultados.[4]